# Caroncule

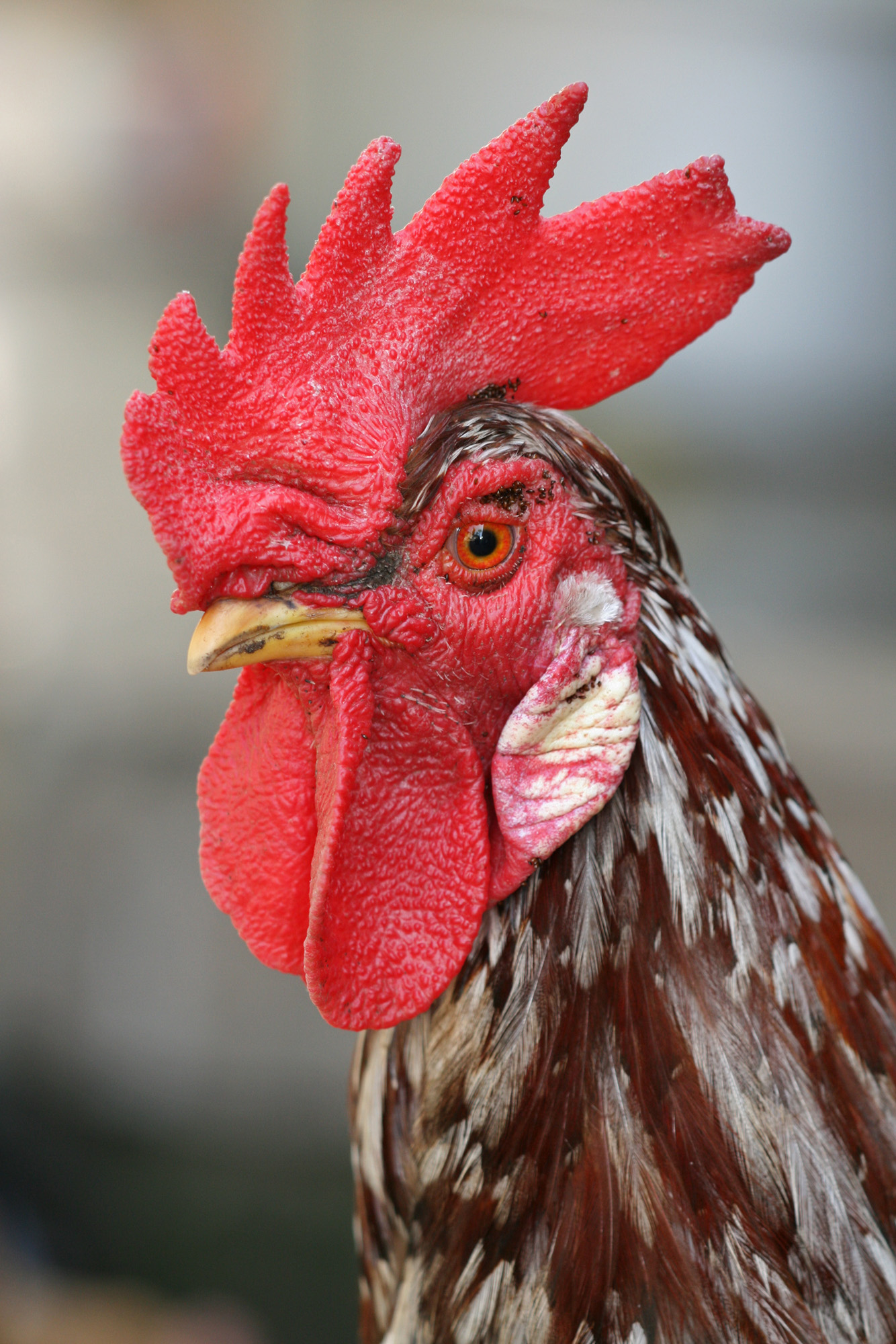
Crête sur la tête, caroncules au-dessus du bec et autour de l’œil et barbillons sous le bec d'un coq domestique.

Une caroncule désigne une excroissance en bourrelet.

## Étymologie
Ce terme est emprunté au latin caruncula dérivé de caro, carnis qui signifie « chair ». Il semble avoir été utilisé dans ce sens depuis l'Antiquité.

## Oiseaux

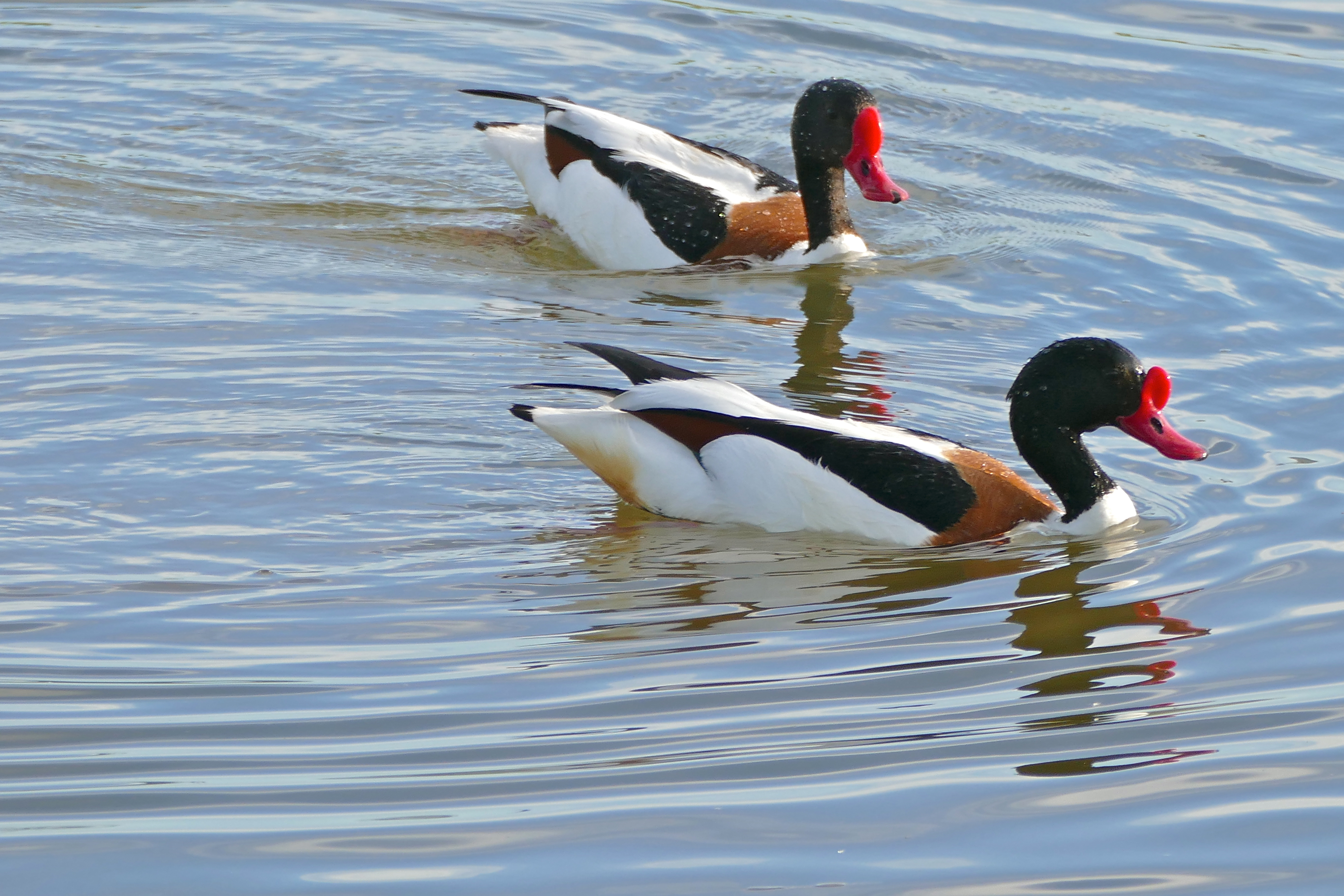
Caroncules de Tadornes de Belon.

La caroncule est, chez les oiseaux, une petite excroissance charnue de couleur vive (rouge généralement) située près du bec, ornant le front, la gorge, les sourcils. Ce caractère sexuel a un rôle visuel important lors de la parade nuptiale : sous la poussée de testostérone, le mâle gonfle ses testicules et sa caroncule, effectue des mouvements circulaires de la tête. De plus, les canards possédant cet ornement émettent divers sifflements musicaux auxquels la femelle répond par des caquètements.
Chez le coq domestique, les caroncules se situent autour de l'œil, sous la crête et au-dessus du barbillon. Le coq les agite au cours de la parade dite « alimentaire », par laquelle il indique aux femelles la présence de nourriture. Des expériences montrent que la taille et la flexibilité des caroncules influent sur l'efficacité de la parade.
Autres exemples :
- Étourneau caronculé ;
- Grand Tétras ;
- Araponga tricaronculé ;
- Dindon ;
- Tadorne de Belon ;
- Condor des Andes ;
- Sarcoramphe roi.

## Mammifères

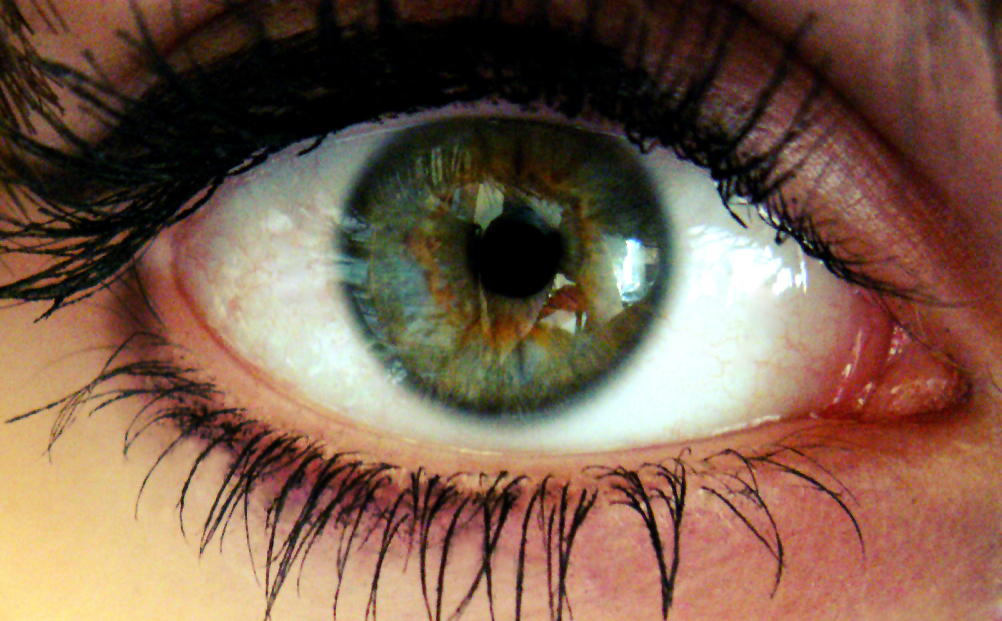
La caroncule lacrymale est bien visible à droite.

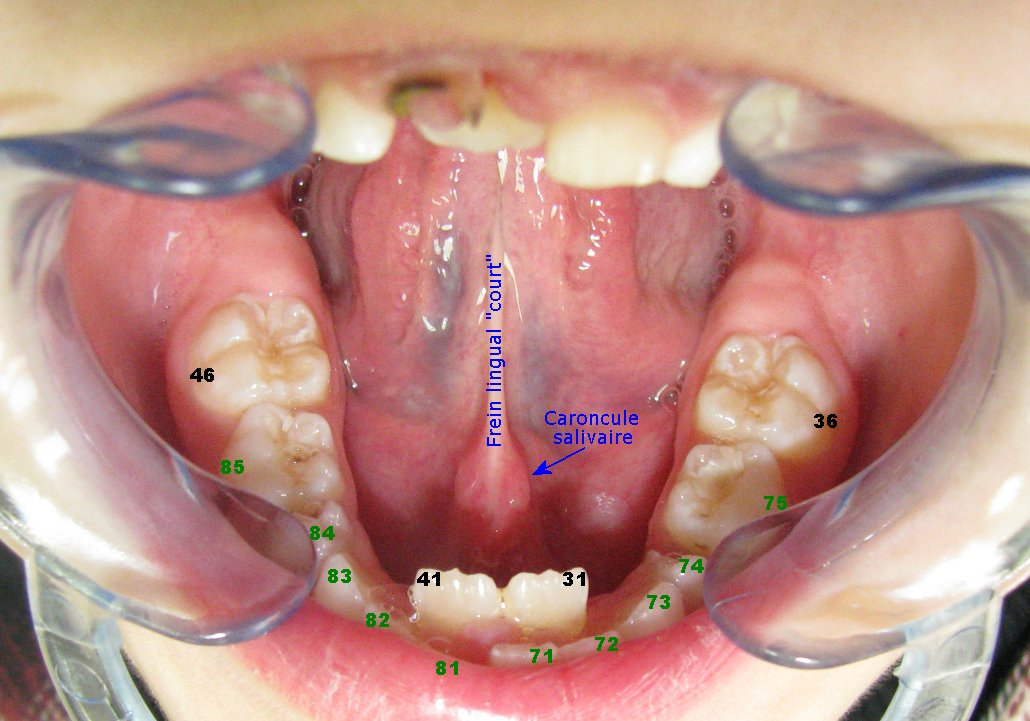
La caroncule salivaire se trouve à la base du frein lingual.

Chez l’homme, la caroncule lacrymale correspond à l’excroissance charnue située à l’angle interne de l’œil. Quant à la caroncule salivaire, elle se trouve au pied du frein lingual : elle supporte les orifices externes des glandes sublinguales et submandibulaires.
En obstétrique vétérinaire, on nomme caroncules utérines les disques placentaires maternels, trouvés notamment chez les ruminants. Ce sont des excroissances non glandulaires qui reçoivent les cotylédons fœtaux. L’association d’une caroncule utérine et d’un cotylédon fœtal forme un placentome.

## Botanique
En botanique, il s'agit d'un renflement charnu comparable à un élaïosome qui entoure le hile de certaines graines, notamment celles des euphorbes.

## Sources
- Informations lexicographiques et étymologiques de « Caroncule »  dans le Trésor de la langue française informatisé, sur le site du Centre national de ressources textuelles et lexicales